# Cycas indica
Cycas indica A.Lindstr. & K.D.Hill, 2007 è una pianta appartenente alla famiglia delle Cycadaceae, endemica dell'India.

## Descrizione
È una cicade con fusto eretto, alto sino a 4 m e con diametro di 10–23 cm, spesso ramificato.
Le foglie, pennate, lunghe 97–133 cm, sono disposte a corona all'apice del fusto e sono rette da un picciolo spinescente lungo 28–32 cm; ogni foglia è composta da 25-35 paia di foglioline lanceolate, con margine intero, lunghe mediamente 12–24 cm, di colore verde brillante, inserite sul rachide con un angolo di 180°.
È una specie dioica con esemplari maschili che presentano microsporofilli disposti a formare strobili terminali di forma strettamente ovoidale, lunghi 30-40 cm e larghi circa 15 cm, di colore giallo, ed esemplari femminili con macrosporofilli lunghi circa 18 cm che si trovano in gran numero nella parte sommitale del fusto, con l'aspetto di foglie pennate a margine spinoso, che racchiudono ciascuno sino a 6 ovuli.  
I semi sono grossolanamente sferici, lunghi 32–35 mm, ricoperti da un tegumento di colore giallo.

## Distribuzione e habitat
L'areale della specie è ristretto al distretto di Hassan nello stato di Karnataka (India).
Cresce su suoli pianeggianti e sabbiosi.

## Conservazione
La specie è inserita nella Appendice II della Convention on International Trade of Endangered Species (CITES)